# Ергативно-абсолютивен строй
Ергативно-абсолютивният строй е морфосинтактичен строй, при който аргументът („субектът“) на непреходните глаголи има същия падеж като по-малко агентивния аргумент („обекта“) на преходните глаголи (т.е. този, върху когото се извършва действието). Този падеж се нарича „абсолютив“, защото агенсът (името на извършителя на действието) в непреходните изречения и пациенсът (името на непосредствено претърпяващия въздействието) в преходните изречения се намират в „абсолютна“ позиция: те не се видоизменят чрез окончания или други показващи падежа изразни средства, напротив, падежът се вижда по-скоро тъкмо по липсата на такива. За да бъде възможно обаче различаването на агенса и пациенса в преходните изречения, техният агенс получава отделен падеж, който изисква характерните видоизменения на името чрез окончания или други изразни средства. Той се нарича „ергатив“ (от древногр. ἐργασία – „действие“).

## Характеристики
Пре ергативните езици обектът на действието (пациенс) стои в „абсолютен“ падеж, или „абсолютив“, без предлог: „Рибата се лови от Вася“ (тъй като българският е номинативен език, ергативността може да се предаде приблизително със страдателен залог, доколкото при него подлог е не извършителят, а обектът на действието).
В гренландския език ергативът се използва, за да се означи подлога на преходните глаголи и притежателите на предметите.
Други езици с ергатив са грузински, чеченски и други кавказки и маянски езици, австралийски езици, както и баски, бурушаски, ягнобски, хинди и урду.
Ето пример от баския език, в който пациенсът в абсолютив в единствено число има нулево окончание, докато агенсът в ергатив получава окончанието -k след определителния член: hiztariak otsoa harrapatu du („Ловецът хвана вълка“, дословно „Вълкът се хвана от ловеца“) – вижда се, че в основата на изречението е пациенсът, който приема абсолютния падеж.
В ергативните конструкции агенсът е вторичната, по-слабата фигура спрямо пациенса. При непреходните глаголи, при които по дефиниция няма пряко допълнение, т.е. няма пациенс, агенсът е подлог както при номинативните, така и при ергативните езици: Otsoa etorri da (Вълкът дойде). Другояче казано, номинативните конструкции разглеждат еднакво извършителя на действието както при преходните, така и при непреходните глаголи, като го отличават от обекта на действието, докато ергативните конструкции третират еднакво извършителя при непреходните глаголи и обекта, а извършителят при преходните глаголи остава на второстепенна позиция.

### Предполагаема история на ергативните системи
В науката няма единно становище за причините за появата на ергативния строеж.
Според една от теориите ергативът е резултат от особено развитие на страдателния залог, който постепенно е ограничавал употребата на деятелния залог.
Друга теория счита ергативния строеж за исторически по-древен. Тази теория се опира на факта, че ергативни езици се говорят преди всичко в географски или политически изолирани райони (ергативни например са баският, грузинският, повечето австралийски езици и отчасти тибетският). В този случай се предполага, че отделянето на агенса се е случило по-късно, дълго време той е бил „разтворен“ в сказуемото и затова пациенсът е по-добре развитата форма. Според тази теория ергативната система постепенно изчезва, отстъпвайки място на номинативната.